# Peter Hrivňák
Peter Hrivňák, zvaný Kuko (* 14. prosince 1973, Nitra) je frontmanem slovenské rockové kapely Horkýže Slíže, která vznikla v roce 1992. V kapele je zpěvákem.
Před vznikem skupiny Horkýže Slíže byl členem dvou jiných skupin, pracoval i jako skladník. Přezdívku Kuko má už od svých 8 let. Během základní vojenské služby sloužil ve vojenském prostoru Libavá (nedaleko od Olomouce). Jeho manželka Katarína je manažerkou kapely a Kuko s ní má 2 syny – Huga a Vilka.